# Begonia seemanniana
Espèce
Synonymes
- Begonia chiriquina C.DC.[1]
- Begonia incarnata Seem.[1]
- Begonia seemanniana var. longistipulacea A.DC.[1]

Begonia seemanniana est une espèce de plantes de la famille des Begoniaceae.
L'espèce fait partie de la section Ruizopavonia.
Elle a été décrite en 1859 par Alphonse Pyrame de Candolle (1806-1893).

## Répartition géographique
Cette espèce est originaire des pays suivants : Costa Rica ; Panama.

## Liste des variétés
Selon Tropicos (23 février 2017) (Attention liste brute contenant possiblement des synonymes) :
- variété Begonia seemanniana var. longistipulacea A. DC.
- variété Begonia seemanniana var. seemanniana